# Grönkvists Mekaniska Verkstad
Grönkvists Mekaniska Verkstad var ett svenskt verkstadsföretag, som numera ingår i SKF.
Grönkvists Mekaniska Verkstad (GMV) grundades i Katrineholm 1891 av Gustav Robert Grönkvist. Företaget tillverkade under sin första tid främst jordbruksredskap, exempelvis tallriksharvar, tröskverk och såningsmaskiner. Det var först i Sverige med att tillverka en hästräfsa. Som försäljningskanal användes Katrineholmsföretaget Kullberg & Co.
Grönkvists Mekaniska Verkstad började fabricera kullager på 1910-talet, och 1914 stod en fyra våningar hög verkstadsbyggnad i betong färdig vid Kungsgatan för företagets 300-400 anställda. Kullagertillverkningen  blev delvis ett misslyckande. Företaget anklagades för att plagiera SKFs lager och blev stämt för patentintrång. Detta resulterade 1916 i att SKF köpte Grönkvists Mekaniska Verkstad. Monteringen av kullager flyttades till SKF:s fabrik i Göteborg, medan Katrineholmsfabriken specialiserade sig på att gjuta lagerhusen. 
Tillverkningen i Katrineholm drivs nu under namnet SKF Mekan AB